# Музей України
Музей України — структурний підрозділ Всеукраїнського музейного містечка (діяло 1926–34; нині Києво-Печерський національний історико-культурний заповідник), заснованого згідно з постановою ВУЦВК та РНК УСРР від 29 листопада 1926 року. Подібно до інших великих музеїв, створених на матеріалах зібрань В. Тарновського, Б. та В. Ханенків, В. Щавинського, Терещенків, К. Скаржинської та інших, у його основу лягла приватна колекція генерала від артилерії П. Потоцького (1857—1938), нащадка двох кищенських сотників на Полтавщині. 1926 він подарував свою збірку українському урядові в особі Наркомосу УСРР. У червні 1927 року до Києва було перевезено 7 вагонів музейного майна загальною вагою 38 тонн. Під Музей України було передано 2-поверховий корпус № 6 (митрополичих півчих) — разом 14 залів і кімнат, а самого збирача призначили пожиттєво директором його ж власної колекції.
Книгозбірня П. Потоцького (до 17 тис. томів) вважається однією з найвидатніших за всю історію українського бібліофільства. 1918 року П. Потоцький набув у Петрограді (нині м. Санкт-Петербург) 3 книжки з власної бібліотеки Т. Шевченка — «Малороссийские и червонорусские народные думы и песни» П. Лукашевича (СПб., 1836), «Estetica» К. Лібельта (СПб., 1854) та «Poezye Antoniego Sowy» (СПб., 1858). У Музеї України зберігалися книжки з автографами І. Котляревського, Г. Квітки-Основ'яненка, В. Капніста, М. Костомарова, Марка Вовчка, майже повна збірка «Кобзарів», що вийшли на той час. Окрасою Музею України був рукопис «Исторії Малої Росії» Д. Бантиша-Каменського з портретами Б. Хмельницького та Ю. Хмельницкого роботи М. Аргунова. Західноєвропейські видання XVII—XVIII століть про Україну репрезентували продукцію великих наукових центрів (Єна, Лейпциг, Франкфурт-на-Майні, Нюрнберг (усі міста в Німеччині), Варшава, пізніше С.-Петербург і Москва). Були праці з давнього українознавства — Й. Гербінія та Г. де Боплана, П.-С. Палласа й Й.-Х. Енгеля, Й.-Г. Георгі та В. Зуєва, П. Сумарокова та О. фон Гуна, П. Бекетова і Д. Бантиша-Каменського, П. Свіньїна й В. Пассека, М. Закревського й В. Тімма та інших. Від нащадків П. Потоцький придбав частину книгозбірні великого князя Костянтина Павловича, в якій розпорошилися книжки з бібліотеки М. Ломоносова.
Військовий відділ бібліотеки містив майже повну збірку російських полкових історій і пам'яток. Збирачеві належав один з трьох майже повних комплектів «Исторического описания одежды и вооружения российских войск» (т. 1–30. СПб., 1841–62) О. Вісковатова (1804–58) та його продовження, що містили понад 3 тис. ілюмінованих літографованих малюнків одягу й форм збройних сил від 9 ст. до часів російського імператора Олександра II. П. Потоцький придбав один з чотирьох виданих іменних примірників альбому «Русская армия в 1812 г.: Описание воинских частей, принимавших участие в Отечественной войне 1812 г.» (Paris, 1912; текст Г. Габаєва та М. Зарецького; малюнки М. Зарецького, розфарбовані від руки). У Російській імперії це був єдиний примірник.
Мистецька частина збірки складалась із 15 тис. гравюр і літографій, понад 300 картин (портрети гетьманів, 5 портретів Стороженків, мистецькі твори Т. Шевченка), колекцій художніх меблів, починаючи від XV—XVI століть, зброї, порцеляни та кришталю.
Збирач уклав анотований реєстр колекції. Аналіз портретів Б. Хмельницького виявив найдостовірніший з-поміж них — В. Гондіуса (1651; гравюра різцем на міді), що й прийнято в мистецтвознавстві. Серед українських краєвидів вирізнявся альбом «Napoleon Orda. Album widokόw gubernii Grodzieńskiej, Wileńskiej, Mińskiej, Kowieńkiej, Wołyńskiej, Podolskiej, Kijowskiej, Witebskiej, Mogilewskiej» (Warszawa, 1876), повних примірників якого майже не існує.
У Музеї України зберігався також фамільний архів Потоцьких з гетьманськими універсалами, карти України тощо.
У крихітному штаті музею як лектор 1931–33 працював військовий історик О. Петровський.
Згодом доступ до музею було обмежено. Двома актами цензура вилучила 511 книжок. Експонати Музею України було передано в розпорядження новоствореного Центрального історичного музею ім. Т. Шевченка (нині Національний музей історії України). 1938 П. Потоцького, другу дружину, її сестру (онуки поета-партизана Д. Давидова), а також його власного онука було репресовано. Бібліотека склала основу новостворюваної Державної історичної бібліотеки УРСР (нині Бібліотека державна історична України). У роки німецько-радянської війни 1941–45 під час Другої світової війни разом з бібліотекою митрополита Київського і Галицького Флавіана (Городецького) книжки Музею України було вивезено до Німеччини, а згодом частково повернено до бібліотек Києва (бібліотека Київського університету; нині Київський національний університет імені Тараса Шевченка) та Мінська (нині в Національний бібліотеці Білорусі).